# Улрих I фон Тюбинген-Асперг
Улрих I фон Тюбинген-Асперг (на немски: Ulrich I Graf von Tubingen-Asperg; Graf Ulrich I. von Asperg; † 5 август 1283) е граф на Тюбинген-Асперг в района на Щутгарт.

## Биография
Той е вторият син на граф Вилхелм фон Тюбинген-Гисен († 1256) и съпругата му Вилибирг фон Вюртемберг († 1252), дъщеря на граф Херман фон Вюртемберг (или на граф Хартман I фон Вюртемберг). Внук е на пфалцграф Рудолф I фон Тюбинген (1160 – 1219) и съпругата му Матилда фон Глайберг-Гисен (1150 – 1206), наследничка на Гисен, дъщеря на граф Вилхелм фон Глайберг († 1158) и Салома фон Изенбург-Гисен († 1197). По-големият му брат Рудолф I (IV) († 1277) е граф на Тюбинген-Бьоблинген.
През 1264 г. Улрих I продава своята част от графството Глайберг с Гисен на ландграф Хайнрих I фон Хесен. Около 1280 г. той е в графската коалиция около имперския фогт Албрехт II фон Хоенберг. По нареждане на крал Рудолф фон Хабсбург на 6 април 1280 г. се побеждава в битка граф Хартман I фон Грюнинген († 4 октомври 1280) и го затварят до смъртта му през октомври в затвора на Асперг.
След смъртта на Улрих през 1283 г. в Хоенасперг управлява племенникът му Готфрид I фон Тюбинген, наричан фон Бьоблинген. Синът му Улрих II/III фон Асперг продава през 1308 г. замъка и град Асперг, с други собствености в Глемсгау, на граф Еберхард I фон Вюртемберг. След това никой не се нарича повече „Граф фон Асперг“.

## Фамилия
Улрих I фон Тюбинген-Асперг се жени за Елизабет фон Феринген († 1264). Те имат четири деца:
- Улрих III фон Тюбинген-Асперг († ок. 1341), граф на Асперг и Байлщайн, женен пр. 2 септември 1309 г. за Ана фон Льовенщайн († сл. 7 май 1338), дъщеря на граф Албрехт I фон Шенкенберг-Льовенщайн († 1304) и Луитгардис (Лиутгарда) фон Боланден († 1325); имат пет бездетни деца
- Йохан I фон Асперг († сл. 1295), граф на Асперг
- Агнес фон Тюбинген († сл. 18 декември 1298), омъжена за граф Конрад III фон Калв-Файхинген († между 9 май 1283 – 13 февруари 1284)
- Агнес фон Тюбинген-Асперг († ок. 1341), омъжена 1300 г. за Леутолд I фон Куенринг господар на Дюрнщайн-Вайтра († 18 юни 1312)